# Віграхапала II
Віграхапала II — бенгальський імператор з династії Пала, спадкоємець Гопали II.

## Правління
За часів правління Віграхапали II розміри імперії Пала зменшились до меж Біхару. Зі сходу Бенгалії до володінь Пала вторгся цар Кальяначандра, який завоював столицю камбоджів у Гауді, а також Камарупу. Те завоювання мало незворотні наслідки для камбоджійських Пала, але разом з тим заклало підґрунтя для відродження імперії за правління Махіпали.